# Norddeich (Dithmarschen)
Norddeich település Németországban, Schleswig-Holstein tartományban. Lakosainak száma 449 fő (2023. december 31.).

## Népesség
A település népességének változása:
| Lakosok száma | 489  | 434  | 411  | 417  | 421  | 464  | 449  |
|               | 1975 | 2014 | 2017 | 2019 | 2021 | 2022 | 2023 |